# Eurobus (producent)
Eurobus – były chorwacki producent autobusów i autokarów ze siedzibą w Zagrzebiu

## Historia
Firma Eurobus (popr. Eurobus - Marketing, Projektowanie i Produkcja) powstała we wrześniu 1990 r z kapitałem zakładowym 5000 DM i zatrudnieniu 6 pracowników. Założycielami firmy byli pracownicy TAZ, Aleksej Aleksandrov (główny inżynier, odpowiedzialny za projekt modelu Dubrava 14) i Željko Ivančic. Po doświadczeniach z poprzedniej pracy, nawiązano współpracę z austriackim Steyr Bus i Graf & Stift, słoweńskim TAM Maribor i bośniackim Hervegovina Auto. Początkowo zajmowało się projektowaniem dla nich autobusów i handlem częściami zamiennymi. W latach 1991-92 opracowano model TAM 161 A85T i TAM 232 A 90T. Rok później, opracowano własny model AV 120 i nowy design autobusów Steyr z serii SBL 12. Otworzono biuro zajmujące się reprezentacją producentów pojazdów i wyposażenia z obszaru Unii Europejskiej, kupując teren od słoweńskiej firmy, gdzie w latach 1991-1998 r wystawiano pojazdy (po tym okresie, obiekt zburzono po przejęciu terenów przez nowego właściciela i bezskutecznym wysnuciu żądania o konieczności usunięcia murowanego obiektu w ciągu 10 dni). Wdrożony do produkcji autokar AV 120 sprzedał się w pierwszych 26 egzemplarzach krajowym przewoźnikom, a planowana roczna produkcja w 50% miała trafiać na eksport. Na stan 1 marca 1995 r. zatrudnienie w zakładzie liczyło 160 pracowników, wyprodukowano 30 pojazdów, a zdolność produkcyjna wynosiła jeden pojazd tygodniowo. Problem ze zwiększeniem produkcji wynikał z ograniczonej przestrzeni roboczej. W mediach wskazywano niższą niż w zachodnioeuropejskiej konkurencji cenę autokaru. Producent rozwijał gamę pojazdów, prezentując odmianę piętrową AV 120D. Promocja autokaru odbyła się w teatrze Komedija, uświetnił ją spektakl teatralny Jacht na kołach Milana Grgicia. W 1995 r dołączyła międzymiastowa odmiana AV120L, w odróżnieniu do poprzednich wariantów oparta na podwoziu B10B. Początkowo plany zakładały produkcję zamówienia na 16 pojazdów tego typu, lecz Zagrebačka banka pomimo uzgodnionego finansowania produkcji, finalnie wycofała i skończyło się na jednym egzemplarzu. Decyzja nie wpłynęła na dostawę modelu dla innych przewoźników. W tym samym roku wyprodukowano Bibliobus dla Biblioteki Miejskiej w Zagrzebiu  W 1996 r zawarto umowę na produkcję prototypu AM 117G na podwoziu EL 202 F dla przedsiębiorstwa ZET, sfinalizowaną dokumentem na dostawę 5 pojazdów rocznie przez 5 lat (finalnie dostarczono 11 egzemplarzy) . Rok później, Autotrolej zakupił 5 pojazdów.  W 1996 r przejęto know-how do produkcji Steyr City Bus. Eurobus planował wytworzenie serii próbnej kilku pojazdów celem wykorzystania podwozia do rozwoju własnej koncepcji z nową mechaniką i zupełnie nowym nadwoziem.  Dwa pojazdy trafiły do lotniska w Zagrzebiu, następnie cała linia produkcyjna trafiła do Eurobus Soko-Mostar w w Bośni, gdzie rozwijano projekt.  Przejęto w 1997 r dokumentację techniczną autobusu lotniskowego od Graff & Stift po zaprzestaniu produkcji w Wiedniu. Po przeorganizowaniu dokumentacji i instalacji nowych generatorów, rok później jako nowy model AE141A trafił na testy w Zagrzebiu. Podpisano umowę na 10 autobusów dla lotniska w Wiedniu, lecz brak wsparcia finansowego ze strony chorwackich banków nie pozwolił ukończyć zamówienia. roczna produkcja spółki była szacowana na ok. 100 sztuk. Na mocy porozumienia, przeniesiono produkcję do zakładów Soko-Mostar (tworząc nową spółkę, Eurobus-Soko) w Bośni i Hercegowinie w 1997 r.  W międzyczasie, prowadzono prace nad prototypem autobusu miejskiego/międzymiastowego dla Graf & Stift, dla Poczty Austriackiej. Został on dostarczony dla klienta, a pozytywny odbiór stanowił podstawę pod zamówienie na 40 autobusów, lecz banki nie chciały finansować produkcji. Producent brał udział w targach IAA w Hanowerze jako jedyny producent z państw byłej Jugosławii, prezentując AV 120, dwa lata później piętrowy AV 120D. Zapotrzebowanie na pojazdy Eurobus było duże, lecz producent nie był w stanie sfinansować produkcji. Poza wsparciem ze strony Glumina Bank, środki uzyskiwano ze sprzedaży używanych autobusów, dzięki zawartemu partnerstwu biznesowemu z MAN, Mercedes-Benz i Volvo. Szansą dla producenta stał się wybór oferty na dostawę 300 pojazdów AV120 przez saudyjską firmę SAPTCO w 1998 r. Próba pokrycia wymaganego wadium - gwarancji w wysokości 1,5% wartości zlecenia zakończyła się niepowodzeniem, po odmowie ze strony PBZ. Zamówienie przeszło do Avtomontaza Lubjana przy aktywnym wsparciu tamtejszego banku i rządu. Producent zakładał przeprowadzenie faceliftingu/modernizacji dotychczasowej gamy pojazdów w 1999 r .

### Eurobus Soko
W sierpniu 1997r Eurobus, bośniacki Soko Mostar i Glumina Bank założyły spółkę Eurobus Soko Mostar. Eurobus zainwestował w linię produkcyjną do modeli AV120, AV120L, AM 117G i Steyr City Bus;  Soko Mostar w halę produkcyjną i know how do autobusu Soko Mostar O405, Glumina Bank w aranżację hali. Decyzja w inwestycję w bośniackim Mostarze została podyktowana brakiem możliwości zakupu stosownej hali produkcyjnej na terytorium Republiki Chorwacji i wygórowanymi kosztami wynajmu. Soko Mostar O405 był przeznaczony do transportu międzymiastowego i stanowił początek przygotowań do produkcji programu produkcyjnego Eurobus. Wszystkie 10 pojazdów sprzedano w Bośni i Hercegowinie. Działalność Eurobus Soko była silnie zależna od działalności firmy-matki w Zagrzebiu. Wszczęcie postępowania upadłościowego względem Eurobus wymusiło na bośniackiej spółce poszukiwanie partnera biznesowego - zdecydowano na działalność opartą na naprawach i remontach generalnych wszystkich typów autobusów. Według raportu Wysokiego przedstawiciela dla Bośni i Hercegowiny, zakłady zajmowały się wyłącznie montażem pojazdów z importowanych części, osoby odpowiedzialne za import miały sprzedawać zakładom po zawyżonej cenie. Jedną z osób był bliski krewny żony ówczesnego menadżera Dragana Covica, importujący części z Węgier celem sprzedaży spółce. 

### Bankructwo i krótkotrwała reaktywacja
Bankructwo Glumina Bank (w 1998 r) stało się początkiem końca działalności Eurobus, wszystkie dochody zakładów trafiały do banków z pożyczek na lichwiarskich warunkach w wysokości ponad 30% rocznie. Aleksiej Aleksandrov (wraz z byłymi dyrektorami Prometu, Jadranmontu i Montmontaža-Jadranmont) w 2001 r zostali zgłoszeni do Prokuratury Miejskiej w Splicie z powodu zawiadomienia o uzasadnionych podejrzeniach o wyrządzenie szkody spółce miejskiej Promet na kwotę 7,6 mln kun, a budżetowi państwa na kwotę poniżej miliona, popełniając szereg nadużyć i fałszowanie dokumentów wbrew rzetelnemu prowadzeniu działalności gospodarczej. Juric Karin zawarł kilka umów z Aleksiejem Aleksandrowem na produkcję i dostawę autobusów miejskich w latach od lipca 1997 do października 2000 r, aby uzyskać bezprawne korzyści majątkowe dla Eurobus. Po zawarciu umowy, stale zmieniano terminy, ceny i przewidywany czas dostawy - zapłacone pieniądze przeznaczano na produkcję autobusów w ramach zawieranych umów bez zabezpieczenia i sprawdzeniu zdolności kredytowej dostawcy. Eurobus nie dostarczył Prometowi pięciu autobusów miejskich, zaś przedsiębiorstwo zostało obciążone kredytem z Hypo-Leasing Kroatienbank. Straty oszacowano na 6,4 mln kun. Oficjalnie, Eurobus ogłosił upadłość w czerwcu 2002 r.  Włoski właściciel pakietu większościowego założył spółkę Eurobus International we Karlovacu, zakład produkcyjny znajdował się w wynajętej hali Borongaj servis w Zagrzebiu. Ukończono w 2004 r, 4 autobusy letniskowe dla Wiednia i to był koniec krótkiej wznowy produkcji. 

### Batalia sądowa z bankami
Syndyk masy upadłościowej firmy Euobus została skazana w lutym 2012 r przez Sąd Okręgowy w Zagrzebiu na rok więzienia, pożyczyła od spółki ok. 2,3 mln kun celem wyciągnięcia jej z kryzysu, i przeznaczyła na zakup akcji prosperujących firm na giełdzie. Pomimo zawarcia umowy pożyczki i zwrotu pieniędzy, sąd uznał, że syndyk wykorzystał pieniądze których dostępność lub powierzenie było dokonane bez upoważnienia. Oskarżona nie pojawiła się na ogłoszeniu wyroku, została uznana za manipulatorkę. Aleksej Aleksandrov, były prezes Eurobus zwrócił się do Prokuratury Stanowej w lutym 2014 r., gdzie wyraził rozczarowanie poziomem chorwackiego sądownictwa i zarzucał poddaństwo chorwackim bankom. Eurobus zaciągnął w 1995 r pożyczkę w Zagrebačka banka na kwotę ok. 1,4 mln marek niemieckich celem rozszerzenia działalności, nie otrzymując faktycznych pieniędzy. W 2000 r firma złożyła pozew przeciwko bankowi. Po długotrwałych procesach, sprawa dotarła do Sądy Najwyższego Republiki Chorwacji. Sąd Najwyższy wydał wyrok pozytywny dla Aleksandrova, lecz bank nie zdecydował się na wykonawstwo decyzji.  Pożyczka miała zostać wykorzystana na wspólne przedsięwzięcie Eurobus, Samoborcek i Autoturist, za poręczenie przeznaczono lokal użytkowy i dom rodzinny Aleksandrova. Zagrzebski Bank przywłaszczył lokal użytkowy firm, i dążył do przejęcia domu prezesa Eurobus.  Brak pieniędzy w ramach zaciągniętej pożyczki nie pozwolił przedsiębiorstwu utrzymać się na powierzchni, pokryć kosztów produkcji autobusów i opłacenia pracowników. Szkody były szacowane na 5-6-krotność wartości pożyczki. Założyciel Eurobus zgodził się na odebranie aktywów o wartości kwoty kredytu, twierdząc że w momencie przejęcia lokalu przedsiębiorstwa kwota została pokryta. Nie brał pod uwagę zastosowania przez bank prawa do naliczania odsetek. Dalsze działania miały się roztrzygnąć na poziomie instytucji europejskich. Miesiąc później, inny partner biznesowy Eurobus, Glumina Banka w postępowaniu upadłościowym zgłosił brak wierzytelności, a spółka Eurobus była zmuszona spłacić (zdaniem Sądu Gospodarczego - bez podstawy prawnej). Początek tej sprawy był datowany na rok 2004 r. Eurobus zaciągnął pożyczkę na wyprodukowanie i dostarczenie 4 autobusów na lotnisko w Zagrzebiu. Zgodnie z umową o cesji, wszystkie swoje wierzytelności zostały przeniesione na lotnisko, dokumentacja będąca w posiadaniu opisującej sprawę redakcji Dnevno jasno wskazywała spłacenie wierzytelności. Była to wewnętrzna umowa banku z lotniskiem, gdzie bank był dłużny lotnisku. Eurobus zbankrutował. Glumina Bank zdecydowało się wymyśleć roszczenia na kwotę 8,8 mln HRK. Próba podważenia roszczeń przez Aleksieja Aleksandroiwa zakończyła się niepowodzeniem. Stan faktyczny wskazywał na zobowiązania banku względem Eurobusa. Proces sądowy obejmował zaledwie dwa procesy, zaś Eurobus musiał pokryć 200 000 HRK. Główny prezes Eurobus podejrzewał, że całe to oszustwo było wspólnym przedsięwzięciem pani sędzi, prawniczki Glumina Bank i syndyka masy upadłościowej banku, gdyż "(...) jak inaczej jest możliwe, aby bankrutujący bank nadal dobrze działał i miał pracowników". Na marzec 2014 r Glumina Bank zatrudniał 11 pracowników i regularnie funkcjonował ze ściągania kredytów z dawnych czasów. Aleksandrow bronił się, uważał, że gdy jakikolwiek sędzia spojrzy na bilans, roszczenia banku upadają. Pomimo że dokumentację z sądu powienien mieć wgląd wyłącznie Aleksandrow, Sąd zignorował to i przesłał całą dokumentację prawnikowi, który reprezentował Aleksandrowa w dwóch pozostałych sprawach, ale prawnik (...) musiał wycofać sprawę z powodów zdrowotnych. (...) Sąd mógł przesłać prawnikowi dokumentację dotyczącą sprawy, w której nie reprezentował on osoby, lecz samego siebie. Jednym z dokumentów, które sąd przesłał prawnikowi, a które Aleksandrow otrzymał dopiero później, był wniosek o wszczęcie egzekucji sporządzony przez prawnika banku, Irenę Radę. Aleksandrow otrzymał go dopiero później, więc można założyć, że bank chciał uniknąć zaskarżenia samej egzekucji". 

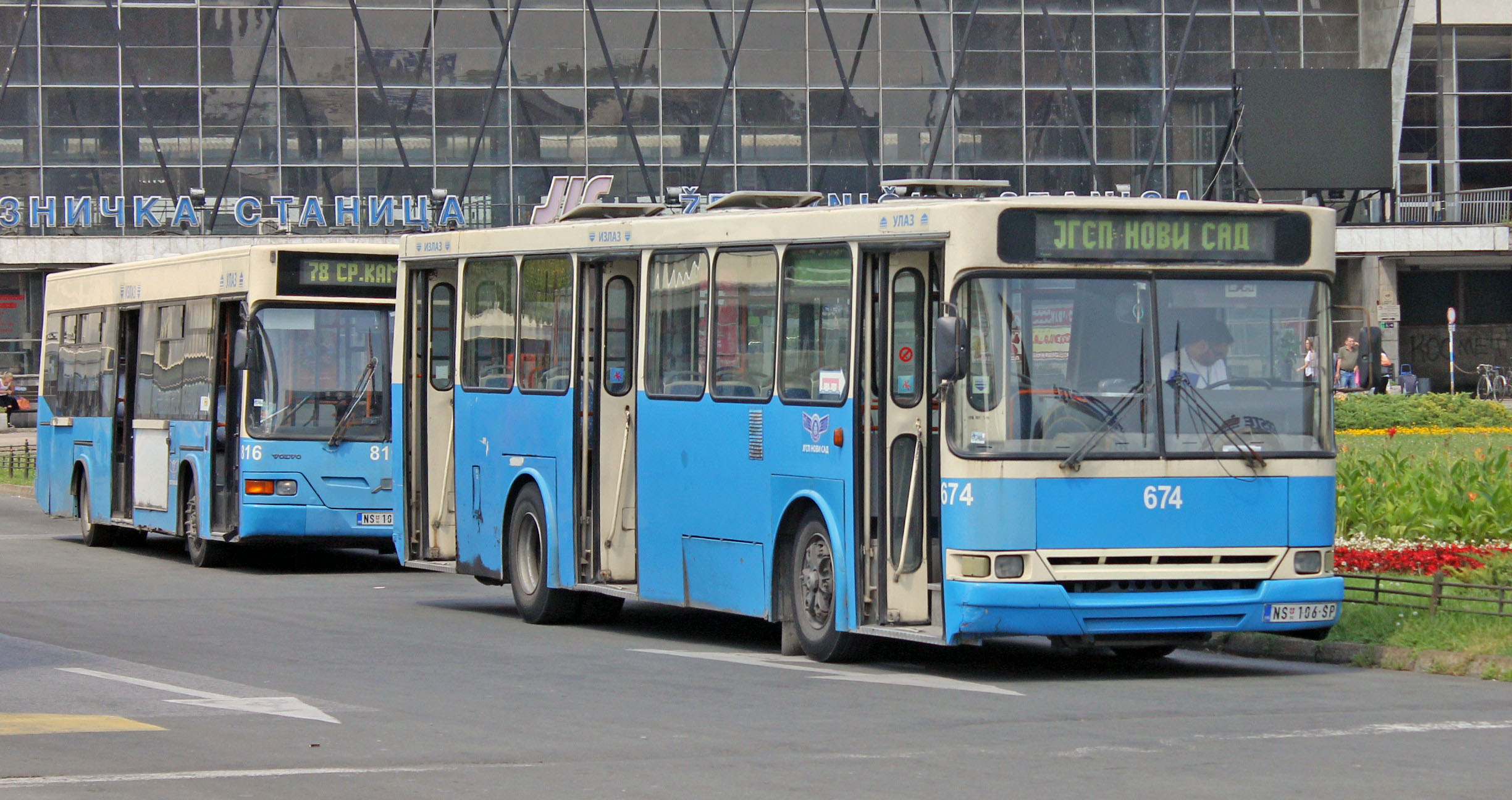
Neobus 405G

## Gama
- AV 120 (premiera: 1993) - turystyczny, podwozie Volvo B12
- AV 120 D (1994 r) - turystyczny, piętrowy, podwozie Volvo B12
- AV 120 L (1995 r) - lokalny/międzymiastowy , podwozie Volvo B10B
- AM 117 G (1996 r) - zabudowa autobusu miejskiego MAN EL 202 F
- AE 60 - zabudowa Steyr City Bus
- AE 141 A - autobusu lotniskowy
- TMK 2100 - montaż końcowy tramwaju
- Soko Mostar O405 - zabudowa autobusu miejskiego Mercedes-Benz O405

| Nazwa                | AV 120 | AM 117 G | AE 141 A                                   | SM O405                                 |
| Podwozie             | Volvo B12 (AV 120, AV 120 D) Volvo B10B (AV 120L) | MAN EL 202 F | (brak)                                     | Mercedes-Benz O405                      |
| -------------------- | --- | --- | ------------------------------------------ | --------------------------------------- |
| Długość              | 11 995 mm (AV 120; AV 120 D) 12 000 mm (AV 120 L) | 11 562 mm | 14 195 mm                                  | 11 475 mm                               |
| Szerokość            | 2 490 mm | 2 500 mm | 3 450 mm                                   | 2 560 mm                                |
| Wysokość             | 3 690 mm (AV 120) 3 081 mm (AV 120 L) 4 000 mm (AV 120 D) | 2 912 mm | 3 072 mm                                   | 3 040 mm                                |
| Rozstaw osi          | 6 000 mm (AV 120) 5 912 mm (AV 120 L) 6 093 mm (AV 120 D) | (brak) | (brak)                                     | 5 875 mm                                |
| Masa własna          | 13 000 kg (AV 120) 12 000 kg (AV 120 L) 16 000 kg (AV 120 D) | (brak) | (brak)                                     | 10 000 kg                               |
| DMC                  | 18 000 kg (AV 120; AV 120 L) 22 000 kg (AV 120 D) | 17 600 kg | (brak)                                     | 18 000 kg                               |
| Silnik               | Volvo DH10A 245 KM Volvo THD 102 286 KM (AV 120 L) Volvo D12A420 420 KM (AV 120; AV 120 D) | MAN D 0826 LUH 06 206 KM | MAN D 0826 LOH                             | Mercedes-Benz OM 441 250 KM             |
| Drzwi                | 1-0-1; jednoczęściowe otwierane pneumatycznie | 2-2-0; dwuskrzydłowe, obrotowe; elektropneumatyczna aktywacja; możliwość instalacji przednich, pojedynczych drzwi                                                                               |                                            |                                         |
| Pojemność pasażerska | 49 + 1 + 1 (AV 120) 55 + kierowca + pilot, 32 stojące (AV 120L) 65 + 1 + 1 (AV 120 D) | 34 + 1 siedzących, 68 stojących | 12 siedzących i 125 stojących/5 osób na m2 | 44 miejsca siedzące, 54 miejsca stojące |
| Klimatyzacja         | Ogrzewanie konwektorowe pod siedzeniami; Dodatkowa klimatyzacja dachowa; Ogrzewanie paliwowe 30 kW; Wymuszony obieg powietrza. Okno dachowe; Klimatyzacja Sutrak AC-180-II o mocy 25 000 W (AV 120) Konwektory umieszczone pod fotelami; Ogrzewanie paliwowe 30 kW; Dodatkowa wentylacja poprzez okno dachowe, uchylane okna i przesuwne okno kierowcy (AV 120L) Ogrzewanie konwektorowe pod siedzeniami; Dodatkowa klimatyzacja dachowa; Ogrzewanie paliwowe 35 kW; Wymuszony obieg powietrza; Okno dachowe; Klimatyzacja Sutrak AC-180-VI o mocy 25 000 W (AV 120 D) | Przesuwne drzwi kierowcy. Wymuszony obieg powietrza; Dwa okna dachowe; Dwa uchylane okna; Klimatyzacja Hornkohl/Wolf; Ogrzewanie kierowcy poprzez wywietrzniki. Webasto zasilane paliwem DW 300 |                                            |                                         |
| Wyposażenie          | Fotel kierowcy pneumatyczny, typ BE-GE 9000; Fotel pilota składany; Siedzenia Gaudi; Toaleta Sutrak CT-100; Kuchenka, Lodówka 60 l; Rolety; Zamykane półki bagażowe; System audio-video, stereo Dodatkowe wyposażenie: Sypialnia kierowcy z wbudowanym telefonem, ogrzewaniem i wentylacją; System wideo z dwoma ekranami; Kuchenka z mikrofalą; Podgrzewacz jedzenia; Bagażnik na narty; Schowek; Garnitur; Stół; Kamera cofania; Mikrofon bezprzewodowy; Zasłony na okna (AV 120) Fotel kierowcy pneumatyczny, typ BE-GE 9000; Siedzenia Arianne Dodatkowe wyposażenie: Klimatyzacja; Lodówka 70 l; Elektrycznie sterowana roleta kierowcy; Instalacja telefonu; Zasłony; Siedzenia turystyczne (liczba pasażerów 51 + 1); Dywanik; Bagażnik na narty; Skrzynia biegów G8EGS (zamiast ZF S6-85); Retarder Voith (zamiast Telma) (AV 120 L) Fotel kierowcy pneumatyczny, typ BE-GE 9000; Siedzenia Gaudi; Toaleta Sutrak, Kuchenka, Lodówka; Rolety; Zamykane półki bagażowe; System audio-video, stereo Dodatkowe wyposażenie: Sypialnia kierowcy z wbudowanym telefonem, ogrzewaniem i wentylacją; System wideo z dwoma ekranami; Kuchenka z mikrofalą; Bagażnik na narty; Schowek; Garnitur; Stół; Kamera cofania; Mikrofon bezprzewodowy; Zasłony na okna (AV 120 D) | Fotel kierowcy MG 80 pneumatyczny; Siedzenia Fainsa Arianne; |                                            |                                         |
| Bagażnik             | 12 m³ (AV 120) 5 m³ (AV 120 L) 9 m³ (AV 120 D) | (brak) | (brak)                                     | (brak)                                  |
| Zbiornik paliwa      | 400 l (AV 120; AV 120 D) 300 l (AV 120 L) | 290 l | 240 l                                      | 250 l                                   |